# Giulia Bogliolo Bruna

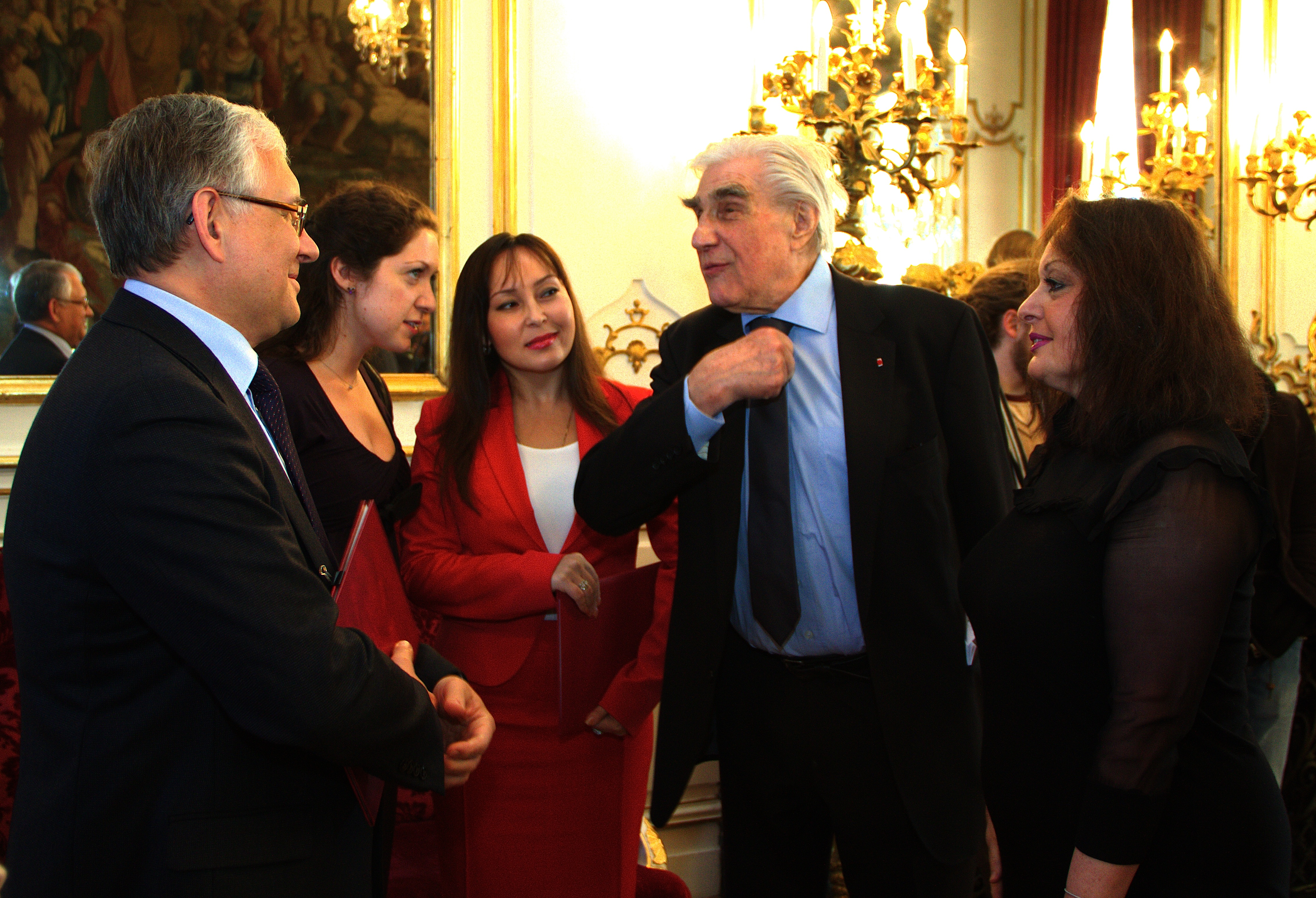
Jean Malaurie medal of honor city of Strasbourg May 23, 2013 12.jpg

Giulia Bogliolo Bruna es una etnohistoriadora italiana afincada en Francia, especialista de los viajes de descubrimiento en el Renacimiento del imaginario (y la imagen) del norte y de los inuit en la literatura de viajes francófona y anglófona, y de los inuit, su cultura y su arte tradicional.
Como especialista de los viajes de descubrimiento en el Renacimiento, Giulia Bogliolo Bruna investiga el proceso dinámico de la evolución de la imagen inuit desde la época de los Primeros Encuentros hasta los años 1960 También estudia la estrecha relación entre el pensamiento chamánico inuit (Chamanismo) y sus artefactos, entre ellos el tupilaq.
Participó en el Congreso Internacional Problemas Árticos, Medio Ambiente, Sociedad y Patrimonio, celebrado en París del 8 al 10 de marzo de 2007 en el Museo Nacional de Historia Natural (Muséum national d'histoire naturelle) bajo la presidencia de honor de Jean Malaurie, que inauguró las celebraciones del Año Polar Internacional en Francia.
Como ex-investigadora del Centro de Estudios Árticos (EHESS-CNRS, Paris), publicó varios libros científicos, algunos de ellos dedicados a la personalidad y el pensamiento del gran geoetnólogo y escritor Jean Malaurie, así como más de 100 artículos en revistas y publicaciones de primera línea.
Giulia es, además, especialista en la imagen de Charles de Gaulle. Giulia Bogliolo Bruna es miembro de la Société de Géographie (Sociedad Geográfica, París, de la Société des gens de lettres (como escritora profesional) y de la Società Geografica Italiana. Está firmemente implicada en la promoción de los derechos humanos y la transmisión de conocimientos.
Recientemente pronunció una serie de conferencias sobre el arte tradicional inuit («Epifanías del chamanismo inuit: cantos, amuletos y objetos de la memoria») y la imagen de los inuit desde el Renacimiento hasta la Ilustración («De los hombres-peces a los Salvajes de los Salvajes») dentro del ciclo «En la encrucijada de las culturas», promovido por la Fundación Cultural Museo Barbier-Mueller y ARCH, con el patrocinio de la Société de Géographie.

## Libros
Giulia Bogliolo Bruna es autora de numerosos libros científicos que han recibido más de 80 críticas académicas en todo el mundo: 
- Herman Melville, "Profili di donne", obra editada por Alberto Lehmann y Giulia Bogliolo Bruna, Maser (TV), Edizioni Amadeus, 1986.
- André Thevet (traducción, notas e introducción de Giulia Bogliolo Bruna), Le singolarità della Francia Antartica, prefacio de Frank Lestringant,  Reggio Emilia, Diabasis, 1997.
- Alla ricerca della quadratura del Circolo Polare : testimonianze e studi in onore di Jean Malaurie, “Il POLO”, nos 25-26, 1999 (bajo la dirección de).
- Duc des Abruzzes, Expédition de l’Étoile polaire dans la Mer Arctique 1899-1900, prefacio y comentario científico de Giulia Bogliolo Bruna, Paris, coll. Polaires, Économica, 2004 .
- Au nom de la liberté, Actes de la XVIe Journée Mondiale de la Poésie, Association "Poesia-2 Ottobre" - Mairie du 14e Arrdt. de Paris chez Yvelinédition, 2005,  (bajo la dirección de).
- Thule, Rivista italiana di Studi Americanistici N. 16-17 Regards croisés sur l’objet ethnographique : autour des arts premiers, 2006 (bajo la dirección de).
- Amarcord, je me souviens, Actes de la XVIIe Journée Mondiale de la Poésie, Association "Poesia-2 Ottobre" de Paris - Centre d'Information et d'Études sur les Migrations Internationales chez Yvelinédition, Montigny-le-Bretonneux, 2006 (bajo la dirección de).
- Apparences trompeuses Sananguaq. Au cœur de la pensée inuit (préface Jean Malaurie, post-face Romolo Santoni), Latitude humaine, Yvelinédition, 2007.
- Femme, l’autre moitié du ciel, Actas del 18º Día Mundial de la Poesía, prefacio del senador Danièle Pourtaud, Éditions d'en Face, Paris, 2007 (bajo la dirección de).
- Jean Malaurie, une énergie créatrice, collection Lire et Comprendre, Editions Armand Colin, Paris, Octubre 2012.
- Les objets messagers de la pensée inuit, colección Ethiques de la création, prefacio de Jean Malaurie, epílogo de Sylvie Dallet, Editions L'Harmattan / Institut Charles Cros, Septiembre 2015.
- Equilibri Artici. L'umanesimo ecologico di Jean Malaurie, prefacio de Anna Casella Paltrinieri, epílogo de Luisa Faldini, Roma, Edizioni CISU,  colección "Ethno-grafie americane",  Septiembre 2016.
- Terra Madre. In omaggio all'immaginario della nazione inuit, obra de Jean Malaurie,  traducción y prefacio de Giulia Bogliolo Bruna, Milano, EDUCatt, 2017.

## Selección de artículos científicos recientes
Como etnohistoriador y antropólogo del arte y las culturas inuit, Giulia Bogliolo Bruna es autora de más de 100 artículos en revistas y publicaciones de primera línea:
- Bogliolo Bruna Giulia (2024). Résister à l’oubli, les messages de l’art inuit traditionnel. Apulée, n°9 "Arte y política", 270-282.
- Bogliolo Bruna Giulia (2024). Itinérances poétiques,  sur les pas de Jean Malaurie; Apulée, n°9 "Arte y política", 288-293.
- Bogliolo Bruna Giulia (2024). Louons maintenant les grands hommes: Jean Malaurie. Geostorie. Bollettino e Notiziario del Centro Italiano per gli Studi Storico-Geografici, 32(1), 27-36.
- Bogliolo Bruna Giulia (2021).  Une sauvage si sauvage: une esquimaude qui n’en était pas une…. Geostorie. Bollettino e Notiziario del Centro Italiano per gli Studi Storico-Geografici, 29(2), 77-105.
- Bogliolo Bruna Giulia (2021), La vox Eskimaux dans l’Encyclopédie de Diderot et d’Alembert: archéologie d’une dissonance cognitive. Libri, atti e raccolte di saggi, 175–194.
- Bogliolo Bruna Giulia (2019). Disclosing an Unknown Source of the Eskimo Entry of Diderot & d’Alembert's Encyclopédie. Journal of Literature and Art Studies, 9(11), 1139–1148.
- Bogliolo Bruna Giulia (2018), Mysterium fascinans et tremendum': la conturbante e vorace tupinambá nelle "Singolarità della Francia antartica" del cosmografo André Thevet. Visioni Latino-Americane, 18(2018), Supplemento al Numero 18. Brasile-Italia: andata e ritorno. Storia, cultura, società. Confronti interdisciplinari", Trieste, EUT Edizioni Università di Trieste, 292–313.
- Bogliolo Bruna Giulia (2015). Shamanism Influence in Inuit Art-Dorset Period, Journal of Literature and Art Studies, 2015, 5(4), 271-281
- Bogliolo Bruna Giulia (2014). Esquimaux des Lumières”: archéologie d’un regard entravé, ANUAC, 3(1), 1–19.
- Bogliolo Bruna Giulia (2011). Des races monstrueuses aux peuples maudits, des préadamites aux Homines religiosi: l’image des Esquimaux dans la littérature de voyage (XVIe siècle-première moitié du XVIIIE siècle), Internord, Revue Internationale d’Études Arctiques, n°21, Editions du Centre National de la Recherche Scientifique (C.N.R.S), 167–188.
- Bogliolo Bruna Giulia (2011), L’œuvre internationale du Centre d’Études Arctique », Internord, Revue Internationale d’Études Arctiques, n°21, Editions du Centre National de la Recherche Scientifique (C.N.R.S.), 315–320.